# Ска Келлер
Ска Келлер (Франциска Марія Келлер нім. Franziska Maria Keller; нар. 22 листопада 1981, Губен, НДР) — німецька політична діячка. Член партії Союз 90/Зелені. Депутат Європейського парламенту з 2009 року (Європейська партія зелених).
Кандидатка на посаду президента Європейської комісії від зелених на виборах 2014 року.

## Освіта
Ска Келлер народилася у 1981 році у Губені у землі Брандербург. Батько працював лікарем. Ска виросла у прикордонному регіоні та, будучи підлітком, брала участь у антифашистському русі проти правих екстремістів у місті.
Келлер вивчала ісламознавство, тюркологію та юдаїстику у Вільному університеті Берліна та у приватному університеті в Стамбулі, закінчивши магістерське навчання у 2010 році. Келлер одружена з фінським шведом Маркусом Драке, з яким вона проживає у Брюсселі.
Келлер вільно розмовляє німецькою, англійською, французькою, іспанською та турецькою мовами.

## Політична кар'єра

### Політична діяльність у Партії зелених у Бранденбурзі
З 2001 року Келлер була членкинею Зеленої молоді, а з 2002 по 2004 роки також у федеральній раді правління Зеленої молоді. З 2005 по 2007 роки — доповідачка Федерації молодих європейських зелених.
У 2002 році Келлер вступила в партію Союз 90/Зелені та була членкинею ради правління у земельному відділенні партії у Брандербурзі. З 2005 по 2009 роки Келлер очолювала партію у окрузі Шпре-Найсе. У листопаді 2007 року Келлер була обрана разом з Акселем Фоґелем рівноправними доповідачами Партії зелених Бранденбурга. До 2009 року вона очолювала земельне відділення партії зелених в Бранденбурзі. Займаючи цю посаду, Келлер особливо брала участь в загальнодержавному референдумі проти нових вугільних шахт у Бранденбурзі, який був спільно організований партією зелених та асоціаціями з захисту навколишнього середовища.

### Вибори в Європейський парламент у 2009 році
У 2009 році Келлер вперше була обрана в Європейський парламент. політична діячка вступила у фракцію Зелені — Європейський вільний альянс, де вона була членкинею Комітету розвитку (2009–2012) та Комітету з міжнародної торгівлі (2012–2014). Крім того, Келлер була заступницею члена Комітету з громадяниських прав, юстиції та внутрішніх справ (2009–2014).

### Розвиток політичної кар'єри в Європейському парламенті
На європейських виборах 2014 року Європейська партія зелених вперше визначила своїх головних кандидатів за допомогою відкритого загальноєвропейського голосування в інтернеті, в якому взяли участь майже 23 тисячі людей. Келлер отримала перемогу у голосуванні разом з французькими членом партії зелених Жозе Бове.
У федеральному списку партії Союз 90/Зелені на європейські вибори Келлер була номінована лише на третє місце. Головною кандидаткою була Ребекка Гармс, яка поступалась Келлер у загальноєвропейському голосуванні в інтернеті. Пройшовши у Європейський парламент на виборах 2014 року, Келлер була членкинею Комітету з міжнародної торгівлі (2014—2017) та заступницею члена Комітету з питань громадянських свобод, юстиції та внутрішніх справ (2014—2019). На початку парламентського періоду члени фракції Зелені — Європейський вільний альянс обрали Келлер заступницею голови фракції. У грудні 2016 року Келлер отримала від Ребекки Гармс роль голови фракції, яку вона очолює разом з Філіпом Ламбертсом.
На європейські вибори 2019 року Ска Келлер висунула свою кандидатуру в листопаді 2018 року на з'їзді Європейської партії зелених у Берліні. Келлер отримала перевагу в попередньому голосуванні проти бельгійки Петри де Суттер та вела виборчу кампанію разом з голландцем Базом Ейкхаутом. Також у листопаді 2018 року німецька партія Союз 90/Зелені обрала Келлер першою за списком у Європейському виборчому списку. Союз 90/Зелені та європейські зелені в цілому здобули перемогу на виборах, що дало змогу фракції Зелені — Європейський вільний альянс стати четвертою за величиною фракцією у Європейському парламенті.
У зв'язку із значною перемогою партії та зростанням фракції, (а також втратою голосів фракцій Європейської народної партії та соціалістів), Зелені, а разом з ними Ска Келлер, відігравали більшу роль у формуванні Європейського парламенту, ніж раніше. Під час цієї процедури Келлер балотувалася на посаду президента парламенту. Однак, вона не змогла отримати перемогу над італійським соціал-демократом Давидом Сассолі.
Крім функції співголови фракції Зелені — Європейський вільний альянс Келлер також є заступницею члена Комітету з рибальства.